# Universallöschfahrzeug
Das Universallöschfahrzeug (kurz: ULF) ist ein Sonderlöschfahrzeug und damit ein (in Deutschland) nicht genormtes Feuerwehrfahrzeug der Feuerwehren für die Brandbekämpfung und Schadstoffeinsätze. Dabei handelt es sich meist um ein umgebautes oder vergrößertes (Trocken-)Tanklöschfahrzeug mit einer Besatzung aus einem Trupp (0/0/2/2) bzw. einem selbständigen Trupp (0/1/2/3).
Als Ausstattungen finden sich dabei häufig folgende Elemente:
- ein fest verbauter Löscharm[3] oder Dachmonitor
- ein vergrößerter Schaumtank[3]
- zusätzlicher Tank für das Sonderlöschmittel CO2[3]
- zusätzliche Pulverlöschanlage[3]

## Universallöschfahrzeuge im deutschsprachigen Raum
In Deutschland findet man Universallöschfahrzeuge fast ausschließlich bei Betriebs- und Werkfeuerwehren. Als Ausnahme existiert bei der Feuerwehr Winnweiler (erworben von der Feuerwehr Kaiserslautern) ein kommunales ULF (wahlweise „Umweltlöschfahrzeug“ oder „Universallöschfahrzeug“ genannt). Dieser Prototyp eines Löschfahrzeuges mit integrierter Straßenreinigungsanlage für Ölspuren wurde inzwischen weiterentwickelt und ist ebenfalls in der 2. Generation wieder bei der Feuerwehr Kaiserslautern zu finden.
Anders als in Deutschland findet man in Österreich auch bei zahlreichen Freiwilligen Feuerwehren Universallöschfahrzeuge. Vom Bundesfeuerwehrverband wurde im Jahr 1963 eine Baurichtlinie für ULFs erlassen.

Siehe hierzu: Universallöschfahrzeug (Österreich)
In der Schweiz bezeichnet ein ULF ein bei Stützpunkfeuerwehren stationiertes, größeres Tanklöschfahrzeug.

Siehe hierzu: Universallöschfahrzeug (Schweiz)